# 亞穆納訥格爾縣
亚穆纳讷格尔县（英語：Yamunanagar district）是印度的一個縣，位於該國北部，由哈里亞納邦負責管轄，面積1,756平方公里，2011年人口10,41,630，人口密度每平方公里593人。

## 觀光
亚穆纳讷格尔及其附近的觀光景點包括 Adibadri，蘇格（Sug），比拉斯普爾（Bilaspur）和卡帕爾莫尚（Kapalmochan）的古遺址，佛教场所佛塔夏尼（Stupa Chaneti），Ch Devi Lal自然公園，Chhachhuli，Buria和Rang Mahal堡，Kalesar森林保護區，Kalesar野生動物保護區等。

## 外部連結
- Yamuna Nagar district website （页面存档备份，存于）

30°07′12″N 77°16′48″E / 30.12000°N 77.28000°E